# テッパー・スクール・オブ・ビジネス
テッパー・スクール・オブ・ビジネス (The Tepper School of Business) は、アメリカ合衆国ペンシルベニア州ピッツバーグにキャンパスを有するカーネギーメロン大学のビジネススクール。米国のビジネススクールにおいてTop20に位置付けられ、特にアナリティクス、金融、オペレーションマネジメント、情報技術の分野で有名。また、学士課程、修士課程、博士課程、エグゼクティブプログラムと幅広いコースを提供。旧称はThe Graduate School of Industrial Administration（略称GSIA）。授業形態はケースメソッドとマネジメントサイエンスと位置付ける定量分析が中心。また、会社経営模擬体験コンピューターシミュレーションであるマネージメントゲームを独自に開発し、1958年からカリキュラムに取り入れるなど先進的取組みが特徴。卒業生、教授陣から多数のノーベル経済学賞受賞者を輩出。

## 沿革
カーネギーメロン大学は第二次世界大戦後の1946年に連邦準備制度理事会から経済学者のジョージ・バック（George Bach）を招聘し同大学経済学部の再興に取り組む。バックは大戦中にオペレーションリサーチで名を馳せたウィリアム・クーパー（William Cooper）と政治学者のハーバート・サイモン（Herbert Simon）と協力し、メロン銀行（Mellon Bank、現在のMellon Financial Corporation）一族の資金援助を得て1949年に経済学部を統合する形でThe Graduate School of Industrial Administration（GSIA）を設立。バックは初代学部長に就任。
1958年から世界初の会社経営模擬体験コンピューターシミュレーションであるマネジメントゲームを開始。1989年にはFinancial Analysis and Security Trading Center（FAST）を開設し、ウォールストリートに多くの人材を輩出。
2004年にGSIA卒業生で、ヘッジファンド業界で活躍デビッド・テッパー（David Tepper）がGSIAに55百万ドルを寄付。校名をGSIAからテッパー・スクール・オブ・ビジネス（The Tepper School of Business）に改名。

## 著名な卒業生
- 藤森義明　元LIXILグループCEO、武田薬品工業社外取締役、日本オラクル取締役 会長、東芝社外取締役、資生堂社外取締役
- 岩谷直幸　マッキンゼー・アンド・カンパニー日本支社長、HENNGE共同創業メンバー
- 内田有希昌　ボストン・コンサルティング・グループ日本共同代表
- 玉川憲　ソラコム代表取締役社長 兼 共同創業者
- 小池渉　Google執行役員
- 関信浩　SyncWorld代表取締役、Monozukuri Ventures取締役
- 田中勇一　リソウル代表取締役
- Keishi Hotsuki　モルガン・スタンレー Executive Vice President, Chief Risk Officer
- 井尻雄士　カーネギーメロン大学教授（会計学）
- 伊丹敬之　一橋大学教授
- 豊田利久　神戸大学教授
- 菅野寛　早稲田大学大学院経営管理研究科教授、早稲田大学ビジネス・ファイナンス研究センター所長
- David Tepper　Appaloosa Management創業者
- Ann Marie Petach　Google Advisor、BlackRock Institutional Trust Company Member of the Board of Directors
- Brian Olsavsky　Amazon CFO
- Tal Heppenstall　UPMC Enterprise President
- Aurobind Satpathy　 McKinsey & Company Senior Partner
- Alan B. Thomas Jr.　IntelliBridge COO
- Francisco D'Souza　元Cognizant CEO、MongoDB取締役
- Derek Minno　President of Point Capital
- Paul Allaire　元Xerox CEO
- David Coulter　元Bank of America Corporation CEO
- Dina Dublon　元JPMorgan CFO、PepsiCo取締役
- Raymond W. Smith　元Verizon CEO
- Larry Giammo　元Rockville市長
- Anthony Habgood　元Bank of England会長
- S. Venkitaramanan　元Governor of the Reserve Bank of India